# Новелла (коммуна)
Новелла (фр. Novella, корс. Nuvella) — коммуна во Франции, находится в регионе Корсика. Департамент коммуны — Верхняя Корсика. Входит в состав кантона Бельгодер. Округ коммуны — Кальви.
Код INSEE коммуны — 2B180.

## Население
Население коммуны на 2008 год составляло 86 человек.
| 1962 | 1968 | 1975 | 1982 | 1990 | 1999 | 2008 |
| ---- | ---- | ---- | ---- | ---- | ---- | ---- |
| 58   | 121  | 110  | 97   | 55   | 68   | 86   |

## Экономика
В 2007 году среди 43 человек в трудоспособном возрасте (15—64 лет) 22 были экономически активными, 21 — неактивными (показатель активности — 51,2 %, в 1999 году было 42,4 %). Из 22 активных работали 18 человек (14 мужчин и 4 женщины), безработных было 4 (3 мужчины и 1 женщина). Среди 21 неактивных 1 человек был учеником или студентом, 11 — пенсионерами, 9 были неактивными по другим причинам.

## Фотогалерея

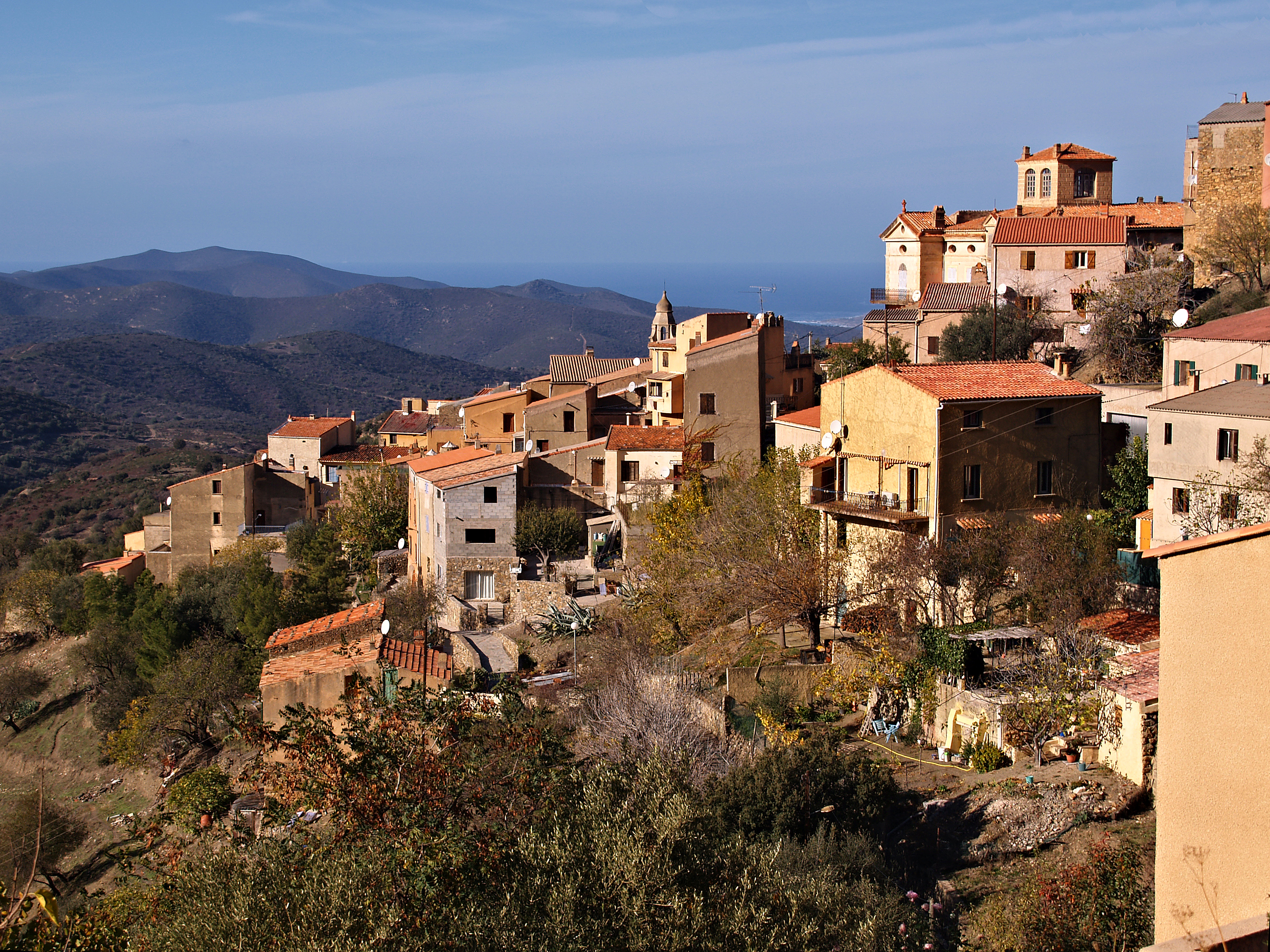
Новелла
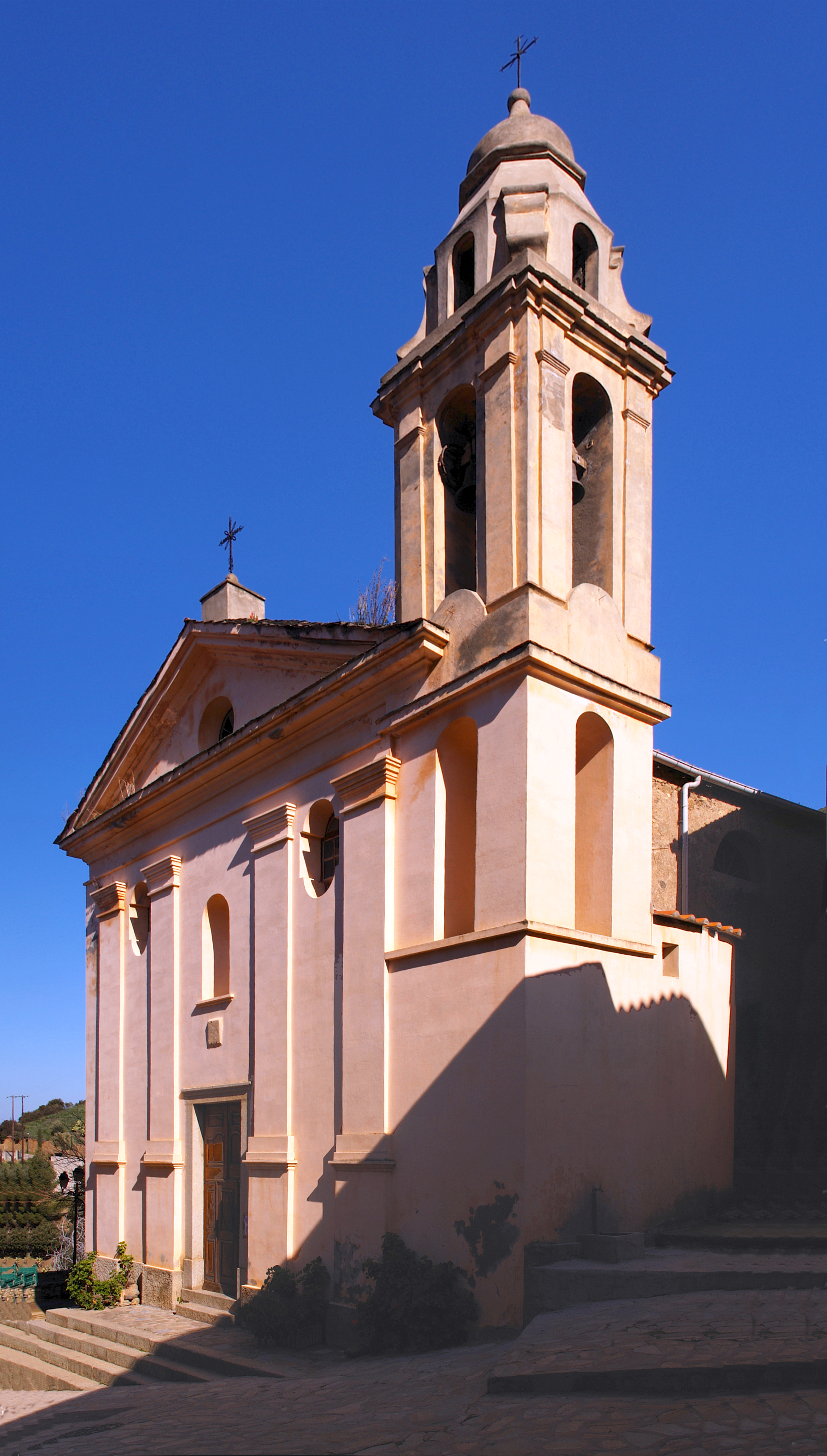
Церковь Санта-Кроче
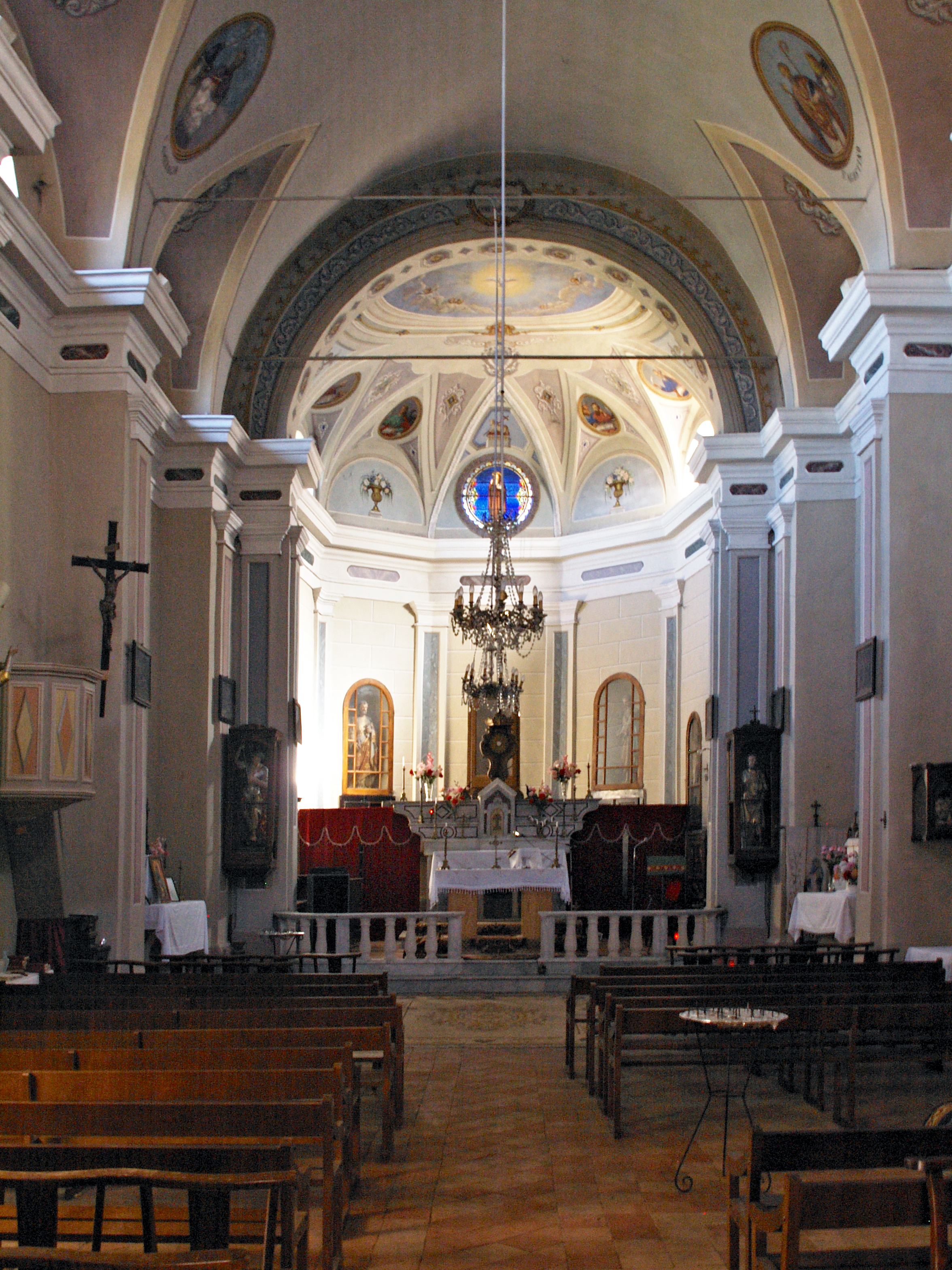
Внутри церкви Санта-Кроче
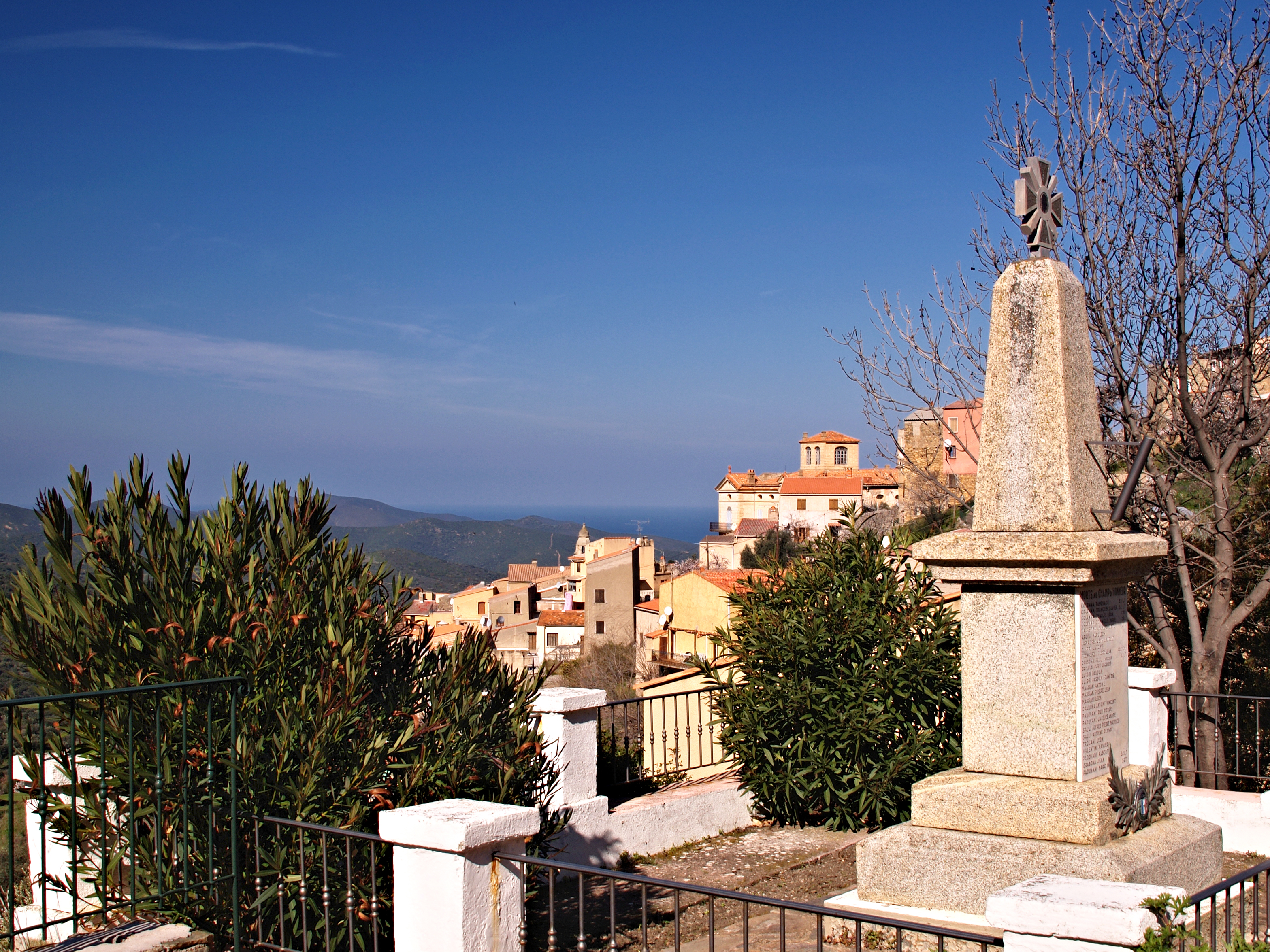
Военный монумент